# Рівне (станція)
Рі́вне — вузлова залізнична станція 1-го класу Рівненській дирекції Львівській залізниці на перетині ліній Здолбунів — Ковель та Рівне — Сарни.

## Історія
Станція Рівне відкрита 11 (23) липня 1873 року, одночасно з введенням в експлуатацію залізниці Кривин — Берестя, в складі дільниці Козятин — Бердичів — Шепетівка — Здолбунів — Рівне — Ковель — Берестя — Граєво.
Під час Другої світової війни будівлю вокзалу було знищено, тому в повоєнні роки було відбудовано нову будівлю вокзалу.
У 1998 році станція електрифікована змінним струмом (~25 кВ) в складі дільниці Здолбунів — Рівне — Ковель. У 1998—2001 роках продовжена електрифікація лінії до станцій Луцьк та Ковель.

## Пасажирське сполучення
На станції Рівне зупиняються поїзди далекого та приміського сполучення.
| Рух поїздів по станції Рівне | Рух поїздів по станції Рівне | Рух поїздів по станції Рівне |
| №                            | Маршрут сполучення           | Періодичність курсування |
| Далеке сполучення            | Далеке сполучення            | Далеке сполучення |
| ---------------------------- | ---------------------------- | --- |
| 23/24                        | Київ — Холм                  | Щоденно |
| 77/78 «Голубі озера»         | Одеса — Ковель               | По непарним числам, влітку — щоденно |
| 78/77 «Волинь»               | Ковель — Москва              | Скасований, раніше курсував через день, з 30 березня 2019, як група вагонів безпересадкового сполучення з поїздом Львів — Москва               |
| 88/87 «Лісова пісня»         | Ковель — Запоріжжя           | Через день (до 28 лютого 2022 року поїзд курсував до станції Новоолексіївка, через бойові дії маршрут поїзда обмежений до станції Запоріжжя I) |
| 93/94                        | Київ — Холм                  | Через день |
| 97/98 «Світязь»              | Київ — Ковель                | Щоденно |
| 119/120                      | Дніпро — Холм                | Щоденно |
| 197/198                      | Київ — Ковель                | За вказівкою |
| 365/366                      | Луцьк — Рахів                | Через день |
| 367/368                      | Луцьк — Ужгород              | Щоденно |
| 755/756                      | Київ — Луцьк                 | Щоденно, крім вівторка, середи, четверга |
| Скасовані поїзди             |                              | |
| 122/132 «Миколаїв»           | Миколаїв — Київ — Рівне      | Скасований (курсував щоденно, з 9 грудня 2018 року)                                                                                            |
| 127/128                      | Харків — Ковель              | Скасований з березня 2020 року (раніше курсував через день, з 11 грудня 2017)                                                                  |
| 371/372                      | Могильов — Львів             | Скасований з березня 2020 року (раніше курсував по парним числам)                                                                              |
| 451/452                      | Мінськ — Варна               | Скасований з жовтня 2019 року (курсував по числам, з червня по вересень)                                                                       |
| 751/752                      | Здолбунів — Холм             | Призначався з 24 серпня 2017 року (курсував щоденно)                                                                                           |
| 885/886                      | Київ — Рівне                 | Курсував щоденно |
| Регіональні експреси         |                              | |
| 803/804                      | Рівне — Львів                | Щоденно, крім суботи |
| 805/806                      | Рівне — Львів                | Щоп'ятниці та щонеділі |
| Приміське сполучення         |                              | |
| 6091/6092                    | Рівне — Львів                | Щоденно |
| 6096/6095                    | Львів — Здолбунів            | Щоденно |
| 6283/6284                    | Шепетівка — Рівне            | Щоденно |
| 6285/6286                    | Шепетівка — Рівне            | Щоденно |
| 6352                         | Луцьк — Здолбунів            | Щоденно |
| 6333/6334                    | Сарни — Здолбунів            | Щоденно |
| 6335/6336                    | Сарни — Здолбунів            | Щоденно |
| 6384/6383                    | Красне — Здолбунів           | Щоденно |
| 6353/6354                    | Здолбунів — Ковель           | Щоденно |
| 6357/6358                    | Здолбунів — Ковель           | Щоденно |
| 6359/6360                    | Здолбунів — Ковель           | Щоденно |
| 6361/6360                    | Здолбунів — Луцьк            | Щоденно |

Через станцію Рівне, до 10 грудня 2017 року, курсував регіональний поїзд локомотивної тяги Ковель — Тернопіль, маршрут руху якого пролягав через Здолбунів та Красне.
23 серпня 2022 року вперше на станцію Рівне прибув призначений швидкісний поїзд № 755/756 сполученням Київ — Рівне — Луцьк (поїзд обслуговується складом Škoda EJ 675 і курсує щоденно, крім середи).

## Галерея

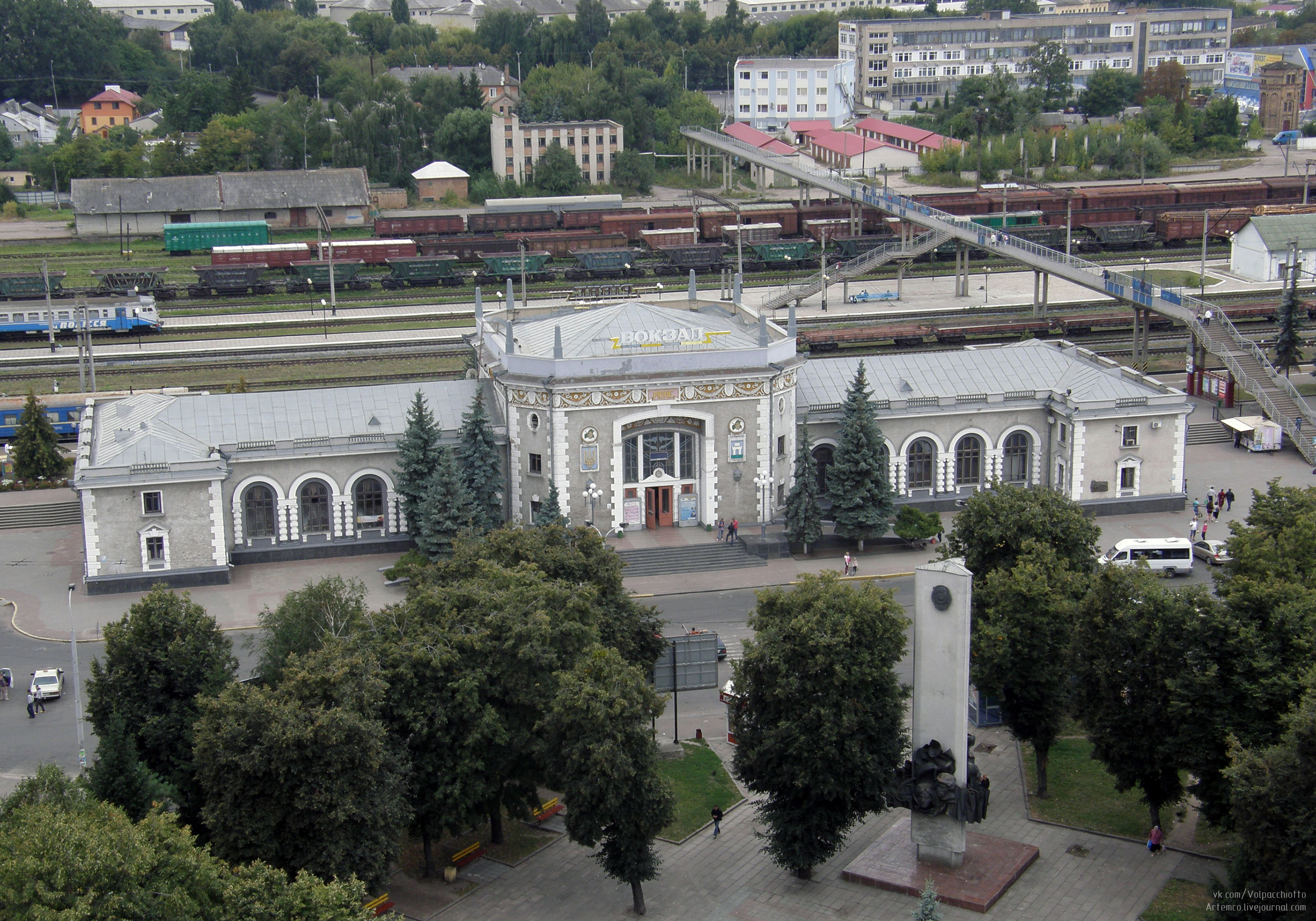
Вокзал станції Рівне
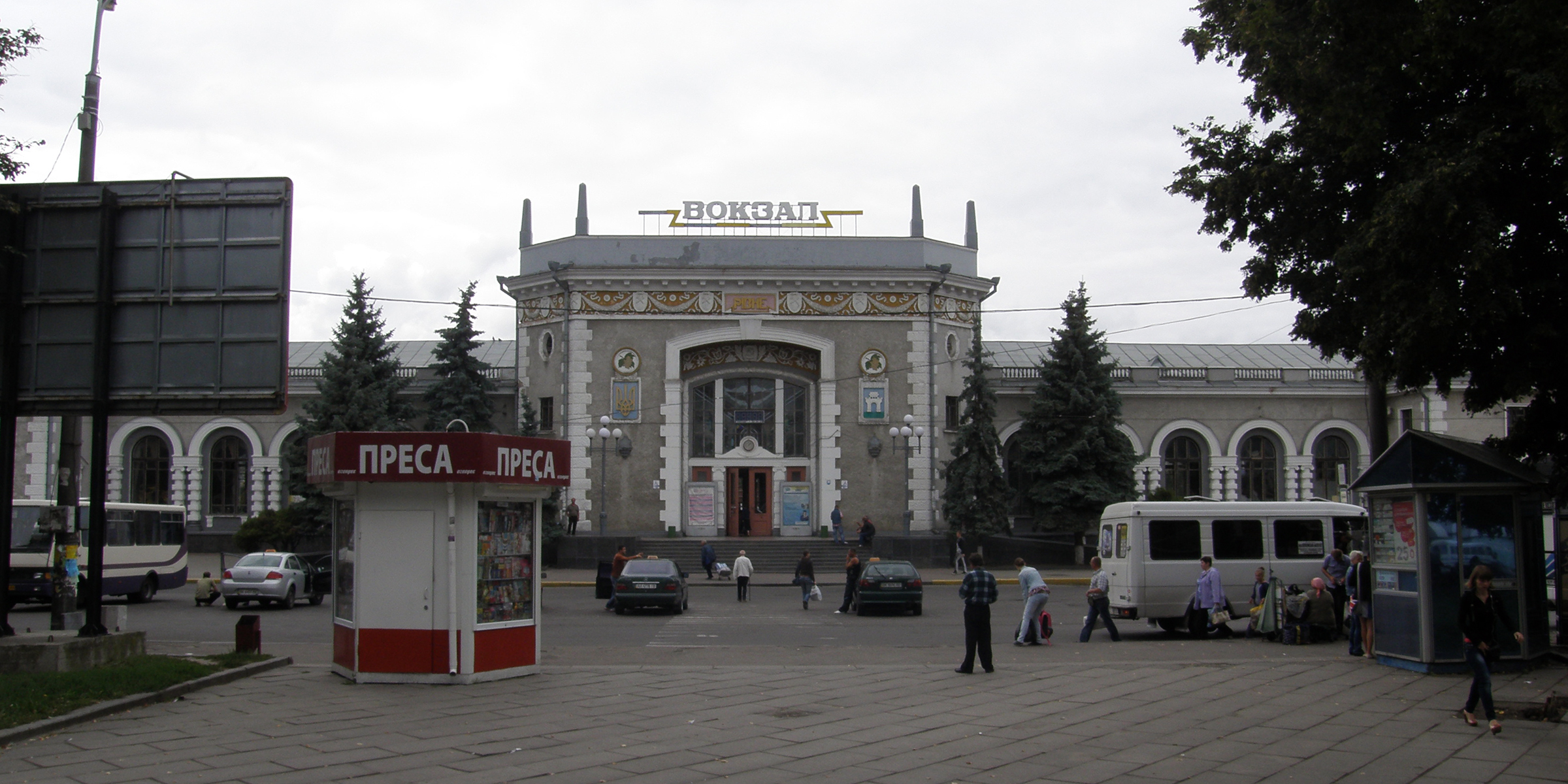
Привокзальний майдан
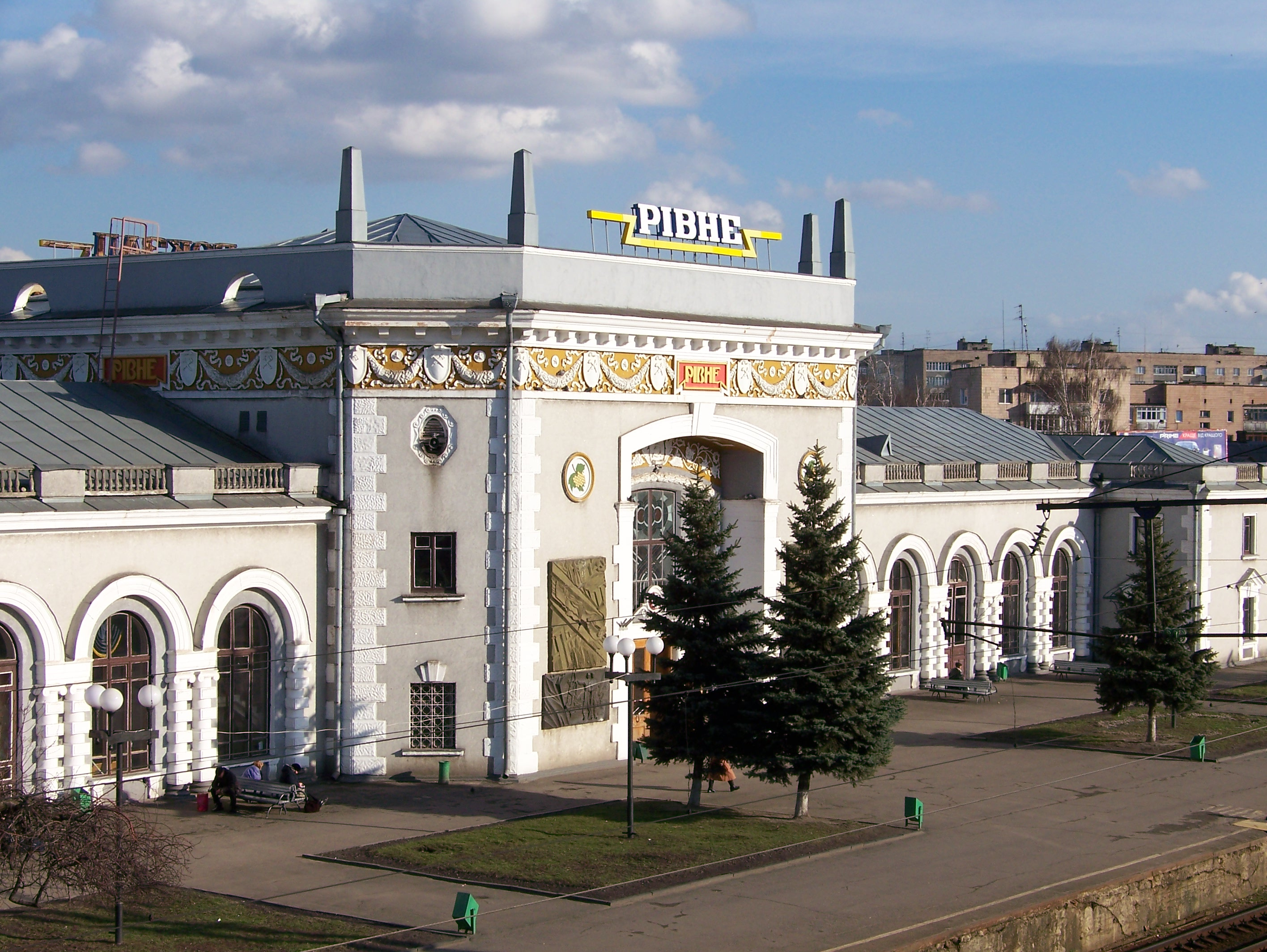
Залізничний вокзал
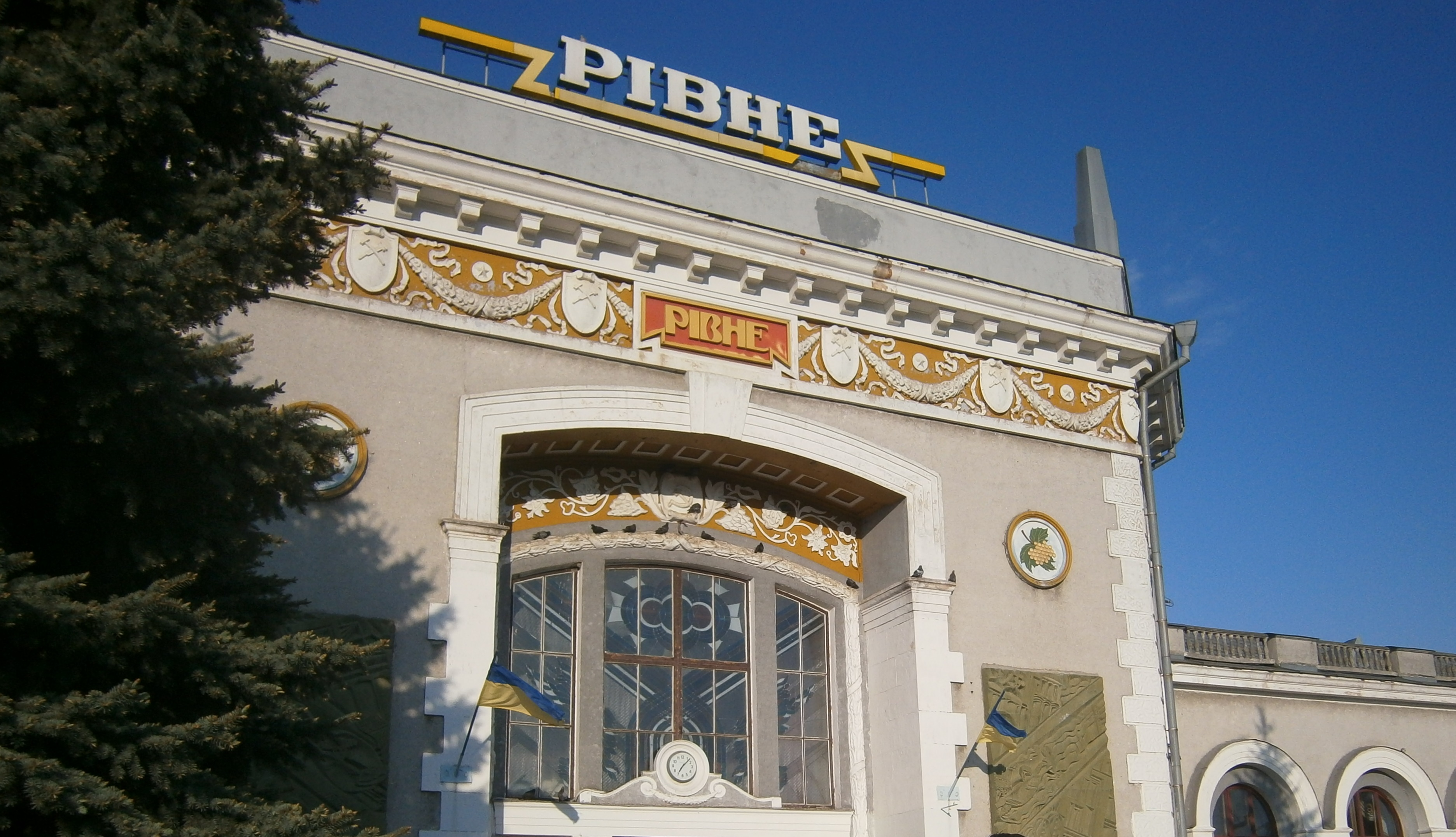
Краєвид вокзалу з перону
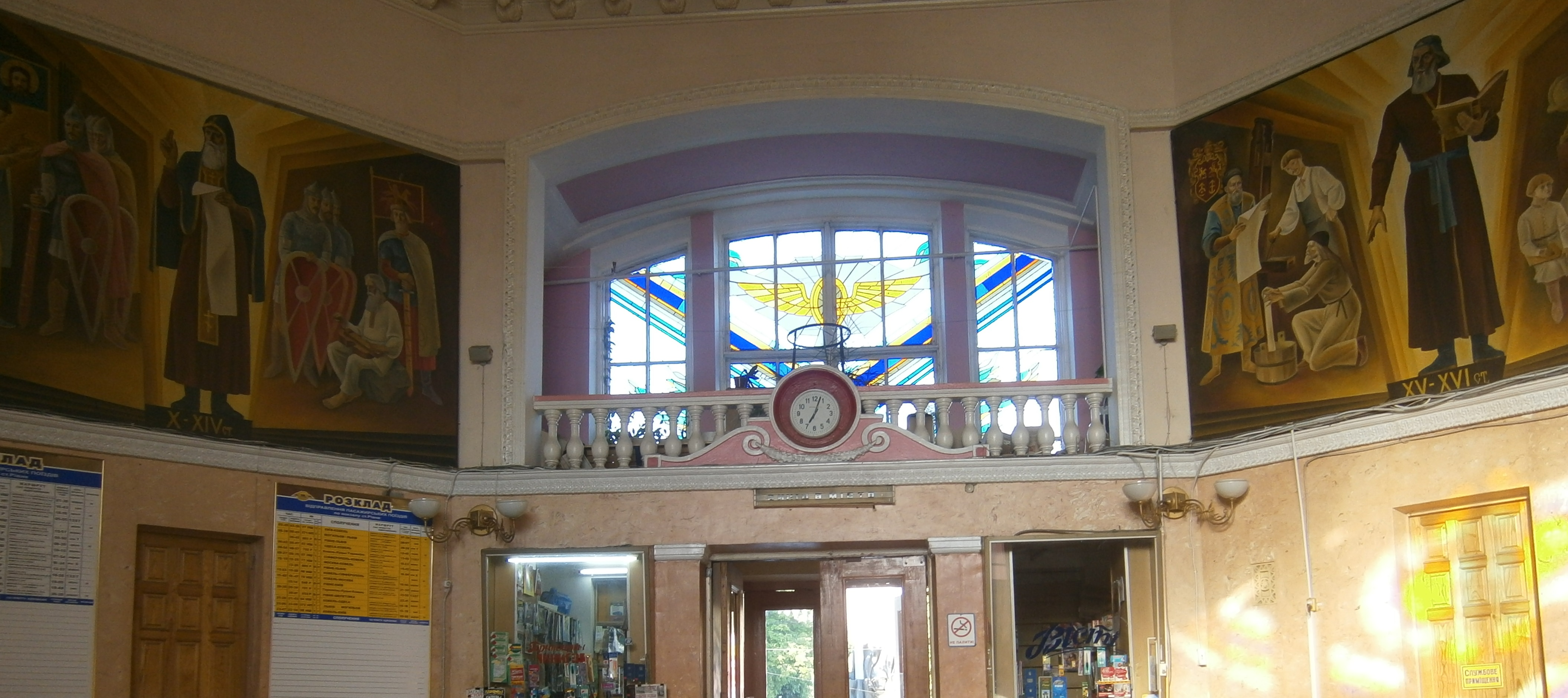
Центральний зал вокзалу
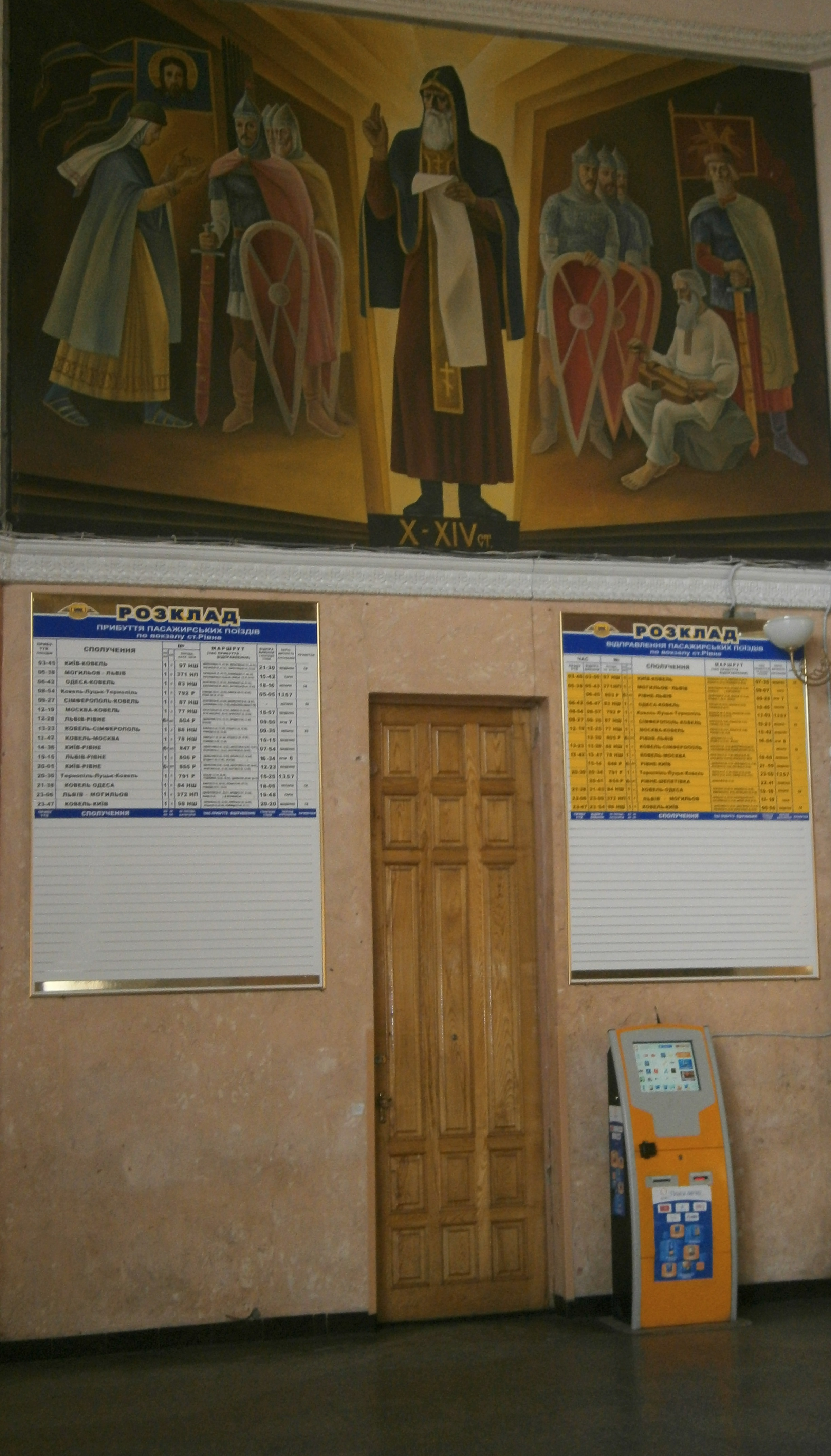
Розклад руху поїздів